# Булат, Марко
Ма́рко Бу́лат (хорв. Marko Bulat; родился 26 сентября 2001 года в Шибенике, Хорватия) — хорватский футболист, центральный полузащитник польского клуба «Ракув».

## Клубная карьера
Воспитанник клуба «Шибеник», в котором начал заниматься футболом в 2010 году. В 2017 году стал играть за основную команду «Шибеника» и стал самым молодым игроком в истории клуба.
11 февраля 2021 года стал игроком загребского «Динамо». Он был отдан в аренду «Шибенику» до конца сезона 2021/22. 23 июля 2021 года Булат дебютировал за основную команду «Динамо» Загреб в матче чемпионата Хорватии против клуба «Хрватски Драговоляц» (4:0), выйдя на замену в начале второго тайма вместо Йосипа Мишича.